# Parc nacional de Kokxetau
El parc nacional de Kokxetau (kazakh: «Көкшета́у» мемлекетті́к ұлтты́қ табиғи́ паркі́) és un parc nacional del Districte de Zerendí de la província d'Akmolà i el Districte d'Ayirtau de la província del Kazakhstan Septentrional del Kazakhstan. Va ser establert per la resolució núm. 415 del govern el 10 d'abril de 1996. La seva superfície total és de 13.4511 ha

## Relleu
El parc ha situat sobre turons de baixa altitud. Els relleus més elevats són el turó Zerenda (588 m), el turó Imantau (661 m), el turó Ayirtau (523 m) i el massís Sarymbek (409 m).

## Clima
L'àrea del parc es troba en una zona natural d'estepes i estepes forestals. El clima és continental. La temperatura varia al gener de -5 a -35 ° C i la temperatura de juliol de 3-27 °C. La precipitació anual és de 250-310 mm en les planes i fins a 440 mm a més alçada. El període lliure de gelades té una durada de 120 dies. A l'estiu, el parc està subjecte de pluges i tempestes elèctriques.
La primavera és breu (20 a 30 dies), en general comença a mitjans d'abril. És fresc i sec, amb retorns ocasionals de fred a causa de la fusió de la neu. Al maig, de vegades s'observa gelades. A l'estiu, és càlid i sec, malgrat la precipitació significativa, a causa de les pluges intenses, però rares. La temperatura mitjana al juny és de 18 a 20 °C, i la màxima absoluta és de 38-40 °C. Dominat pels anticiclons, l'aire és clar i lleugerament humit. Els vents del sud-oest són secs. Les pluges són més freqüents a la tardor. La tardor està ennuvolat i generalment plujós, amb moltes probabilitats de gelades des de mitjans de setembre. A mitjans d'octubre, la temperatura és inferior a +5 °C. A finals d'octubre, s'observen les primeres neus. L'hivern és fred i sec. La temperatura mitjana al gener és de -17 °C; les temperatures de fins a -30 °C es poden observar en cas d'anticiclons. Els torbs són comuns.

## Fauna i flora
El regne animal del parc de Kokshetau parc és molt rica, comptant 282 espècies de vertebrats, 47 de mamífers, 216 d'aus, 7 de rèptils i 12 de peixos. Entre els mamífers, es poden observar uapitís, cérvols, ossos i llops. Les estepes són la llar de la flora i fauna típica de la taigà siberiana, com ants, linxs, martes, erminis i llebres blanques i la guineu corsac, la llebre gris i el turó de les estepes. S'han observat 220 espècies d'insectes.
La vegetació sobre el territori del parc és variada i estretament vinculada als paisatges de la regió. Es poden distingir tres tipus de complexos naturals: la vegetació forestal, vegetació d'estepa i la vegetació de pastures. 60% del parc està coberta de boscos, rica en baies i bolets.
Sobre el territori del parc es troben tretze monuments naturals d'importància nacional : el Promontori Verd, el Turó Smolnaya, el Turó Strekatch, el Promontori Carmesí, el Turó "en Foc", el Turó "Dos germans", el Turó Agut, la Cascada sobre la gruta, el Turó desintegrat, l'illa sobre el llac Imantau, el Turó "Punt de vista", el Turó "Marmitte", el Massís Relíquia.

## Activitats del parc
Principals tasques :
- Preservació del medi ambient natural i llocs d'interès històric i cultural.
- La implementació dels mètodes de conservació de la natura alhora que permet l'esbarjo.
- Restauració d'objectes patrimonials i entorns.
- L'educació i la sensibilització dels visitants a les qüestions ambientals.
- La vigilància ambiental.